# Bengt Gingsjö
Bengt Ingvar Gingsjö (* 26. März 1966 in Göteborg; † 14. September 2022 in Tyresö) war ein schwedischer Schwimmer.

## Werdegang
Bengt Gingsjö nahm bei den Olympischen Sommerspielen 1972 in vier Wettkämpfen teil. Im Wettkampf über 1500 m Freistil sowie in der 4 × 200-m-Freistilstaffel verpasste er mit jeweils dem vierten Platz nur knapp eine Medaille. Erfolgreicher war Gingsjö bei den Schwimmweltmeisterschaften 1973, wo er über 400 m Freistil die Bronzemedaille gewann. Ein Jahr später gewann er bei den Schwimmeuropameisterschaften in Wien Silber über 400 m Freistil und Bronze mit der 4 × 200-m-Freistilstaffel.
Bei den Olympischen Sommerspielen 1976 belegte Gingsjö über Wettkampf über 200 m Freistil Platz 27 und über 400 m Freistil den 28. Platz. Zudem gehörte er den beiden Freistilstaffeln Schwedens an.
Während seiner Karriere stellte Gingsjö folgende europäische Rekorde auf:
- 400 m Freistil: 4:01,27 min (06.09.1973 – 27.07.1975)

- 800 m Freistil 8:32,82 min (08.09.1973 – 21.12.1974)

- 1500 m Freistil: 16:16,01 min (04.09.1972 – 05.08.1973), 16:06,01 min (08.09.1973 – 25.08.1974)